# Judo als Jocs Olímpics d'Estiu de 2024 - 100Kg Masculí
La prova de Judo de 100 Kg masculina als Jocs Olímpics de París 2024 serà la 14a edició de l'esdeveniment masculí en unes Olimpíades. La prova es disputarà l'1 d'agost de 2024 al Grand Palais Éphémère, ubicat al Camp de Mart de la capital francesa.
El japonès Aaron Wolf és el vigent campió de la disciplina olímpica després de guanyar l'or als Jocs Olímpics de Tòquio 2020, en imposar-se a la final al sud-coreà Cho Gu-ham. Les medalles de bronze foren pel portuguès Jorge Fonseca i pel rus Niyaz Ilyasov.
L'equip del Japó és la selecció més guardonada, amb 3 medalles d'or i 1 medalla de bronze, en les 13 edicions que l'esdeveniment ha estat present als Jocs Olímpics. El mongol Naidangiin Tüvshinbayar, amb 1 medalla d'or i 1 medalla de plata, és el judoka més guardonat en tota la història de la competició.

## Format
Tots els judokes classificats entraran en un sorteig, on els 8 millors classificats seran caps de sèrie. El format serà eliminatori on qui guanyi passarà de ronda i qui perdi quedarà eliminat fins als quarts de finals. Els guanyadors d'aquesta ronda passaran a les semifinals i els perdedors aniran a la repesca, on jugaran entre ells i els guanyadors de la repesca passaran a jugar el combat per la medalla de bronze. Els guanyadors de les semifinals passaran a jugar la final per decidir qui guanya la medalla d'or i la medalla de plata. Els perdedors de les semifinals passaran a combatre per la medalla de bronze amb els guanyadors de la repesca.

## Classificació
França, com a país amfitrió ha classificat un atleta per a la competició. Les 17 places següents s'han assignat segons el rànquing olímpic mundial de la Federació Internacional de Judo, en els tornejos disputats entre el 24 de juny de 2022 i el 23 de juny de 2024. Cada país només pot aportar un judoka al campionat i en cas d'haver-hi més d'un classificat, cada federació ha hagut de decidir quin atleta competirà a les Olimpíades. A continuació hi ha hagut 100 places de representació continental que s'han repartit entre totes les categories. Aquesta categoria ha comptat amb 5 places sota aquesta premissa.
| Esdeveniment                   | Places | País                | Atleta classificat        |
| ------------------------------ | ------ | ------------------- | ------------------------- |
| País amfitrió                  | 1      | França              | Aurélien Diesse           |
| Rànquing mundial classificació | 17     | Azerbaidjan         | Zelym Kotsoiev            |
| Rànquing mundial classificació | 17     | Geòrgia             | Ilia Sulamanidze          |
| Rànquing mundial classificació | 17     | Canadà              | Shady Elnahas             |
| Rànquing mundial classificació | 17     | Uzbekistan          | Muzaffarbek Turoboyev     |
| Rànquing mundial classificació | 17     | Rússia              | Matvey Kanivoskiy         |
| Rànquing mundial classificació | 17     | Països Baixos       | Michael Korrel            |
| Rànquing mundial classificació | 17     | Espanya             | Nikoloz Sherazadishvili   |
| Rànquing mundial classificació | 17     | Portugal            | Jorge Fonseca             |
| Rànquing mundial classificació | 17     | Mongòlia            | Batkhuyagiin Gonchigsüren |
| Rànquing mundial classificació | 17     | Israel              | Peter Paltchik            |
| Rànquing mundial classificació | 17     | Brasil              | Leonardo Gonçalves        |
| Rànquing mundial classificació | 17     | Japó                | Aaron Wolf                |
| Rànquing mundial classificació | 17     | Suïssa              | Daniel Eich               |
| Rànquing mundial classificació | 17     | Sèrbia              | Aleksandar Kukolj         |
| Rànquing mundial classificació | 17     | Itàlia              | Gennaro Pirelli           |
| Rànquing mundial classificació | 17     | Emirats Àrabs Units | Dzhafar Kostoev           |
| Rànquing mundial classificació | 17     | Àustria             | Aaron Fara                |
| Quota continental              | 5      | Kazakhstan          | Nurlykhan Sharkhan        |
| Quota continental              | 5      | Bèlgica             | Toma Nikiforov            |
| Quota continental              | 5      | Croàcia             | Zlatko Kumric             |
| Quota continental              | 5      | Polònia             | Piotr Kuczera             |
| Quota continental              | 5      | Xile                | Thomas Briceño            |

## Medaller històric
| Posició | País                | Or | Argent | Bronze | Total |
| ------- | ------------------- | -- | ------ | ------ | ----- |
| 1       | Japó                | 3  | 0      | 1      | 4     |
| 2       | Corea del Sud       | 1  | 3      | 0      | 4     |
| 3       | Unió Soviètica      | 1  | 2      | 0      | 3     |
| 4       | Brasil              | 1  | 1      | 2      | 4     |
| 5       | Mongòlia            | 1  | 1      | 0      | 2     |
| 6       | Rússia              | 1  | 0      | 2      | 3     |
| 7       | Bèlgica             | 1  | 0      | 1      | 2     |
| 8       | Txèquia             | 1  | 0      | 0      | 1     |
| 8       | Belarús             | 1  | 0      | 0      | 1     |
| 8       | Polònia             | 1  | 0      | 0      | 1     |
| 8       | Hongria             | 1  | 0      | 0      | 1     |
| 12      | Regne Unit          | 0  | 2      | 2      | 4     |
| 13      | Alemanya Occidental | 0  | 1      | 2      | 3     |
| 14      | Azerbaidjan         | 0  | 1      | 1      | 2     |
| 15      | Kazakhstan          | 0  | 1      | 0      | 1     |
| 15      | Canadà              | 0  | 1      | 0      | 1     |
| 17      | Països Baixos       | 0  | 0      | 4      | 4     |
| 18      | França              | 0  | 0      | 3      | 3     |
| 19      | Alemanya            | 0  | 0      | 2      | 2     |
| 20      | Portugal            | 0  | 0      | 1      | 1     |
| 20      | Equip Unificat      | 0  | 0      | 1      | 1     |
| 20      | Islàndia            | 0  | 0      | 1      | 1     |
| 20      | Alemanya de l'Est   | 0  | 0      | 1      | 1     |
| 20      | Suïssa              | 0  | 0      | 1      | 1     |
| 20      | Israel              | 0  | 0      | 1      | 1     |